# 迪拉洛角
迪拉洛角（英語：Diralo Point）是南極洲的海岬，位於葛拉漢地，是博里馬灣入口處的北面，處於庫尼諾角西北面9.9公里和和科申角東北面6.5公里，以位於保加利亞南部的一個鄉鎮作為命名由來。
65°12′10″S 61°58′49″W / 65.20278°S 61.98028°W

## 外部連結

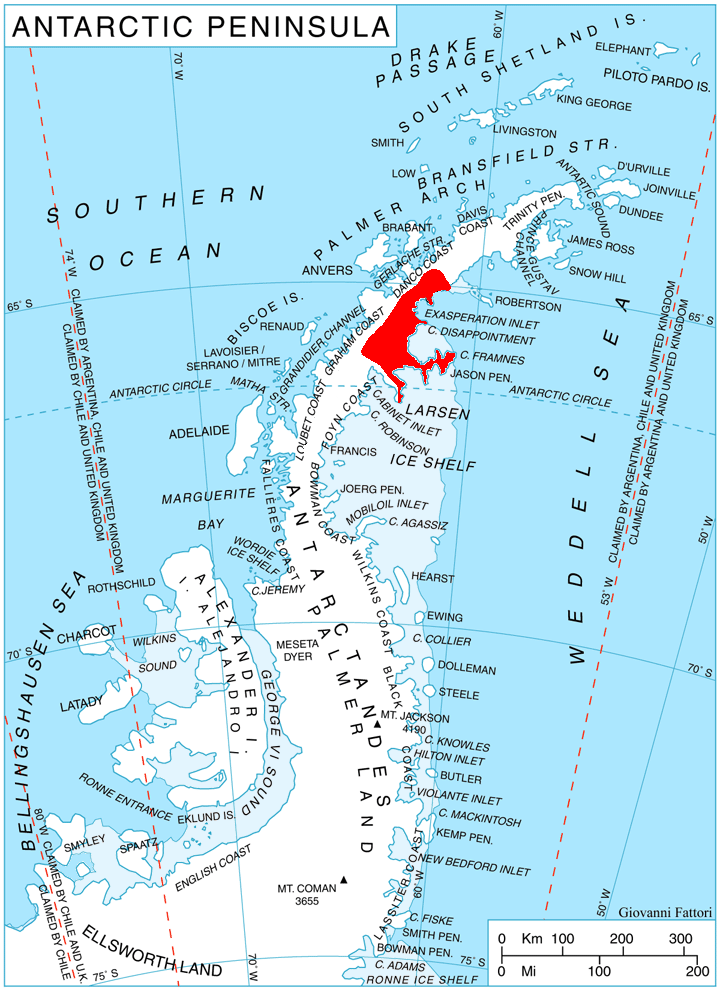

- Diralo Point. （页面存档备份，存于） SCAR Composite Antarctic Gazetteer.